# Томіда-хан (Ава)

Мон роду Хатісука

Токусіма-хан　(яп. 富田藩, とみだはん) — хан в Японії, у провінції Ава, регіоні Шікоку. Дочірній хан Токусіма-хану.

## Короткі відомості
- Адміністративний центр: містечко Томіда повіту Мьодо[1] (сучасне місто Токусіма префектури Токусіма).

- Дохід: 50 000 коку.

- Управлявся родом Хатісука, що належав до тодзама і мав статус володаря табору (陣屋). Голови роду мали право бути присутніми у вербовій залі сьоґуна.

- Ліквідований в 1725.

## Правителі
| № | Ім'я               | Ім'я       | Роки        | Ранг, титул     | Примітки                      |
| - | ------------------ | ---------- | ----------- | --------------- | ----------------------------- |
| 1 | Хатісука Такасіґе  | 蜂須賀隆重 | 1678 — 1707 | 従五位下 飛騨守 | Другий син Хатісуки Тадатеру  |
| 2 | Хатісука Таканаґа  | 蜂須賀隆長 | 1707 — 1714 | 従五位下 飛騨守 | Старший син Хатісуки Такайосі |
| 3 | Хатісука Масакадзу | 蜂須賀正員 | 1714 — 1725 | 従五位下 隠岐守 | Шостий син Хатісуки Цунанорі  |